# Choerocoris
Choerocoris is een geslacht van wantsen uit de familie van de Scutelleridae (Pantserwantsen). Het geslacht werd voor het eerst wetenschappelijk beschreven door Dallas in 1851.

## Soorten
Het genus bevat de volgende soorten:

- Choerocoris grossi Cassis & Vanags, 2006
- Choerocoris lattini Cassis & Vanags, 2006
- Choerocoris paganus (Fabricius, 1775)
- Choerocoris stalii (Vollenhoven, 1863)
- Choerocoris variegatus Dallas, 1851